# Ка Бернини (Ровиго)
Ка Бернини је насеље у Италији у округу Ровиго, региону Венето.
Према процени из 2011. у насељу је живело 70 становника. Насеље се налази на надморској висини од 9 м.